# Pteropus conspicillatus
Pteropus conspicillatus — вид рукокрилих, родини Криланових.

## Поширення, поведінка
Країни поширення: Австралія, Індонезія, Папуа Нова Гвінея. Був записаний від рівня моря до 200 м над рівнем моря. Цей вид зустрічається в низинних болотних, мангрових лісах і вологих тропічних лісах. Він був записаний в первинних і порушених територіях. Самиці щорічно народжують одне дитинча.

## Загрози та охорона
Вид знаходиться під загрозою на Новій Гвінеї в результаті вирубки відповідних прибережних середовищ існування та полювання на їжу. В Австралії він знаходиться під загрозою втрати місця існування за рахунок конверсії прибережної зони верхового лісу до сільськогосподарських культур (наприклад, цукор), пасовищ і міського розвитку. Він присутній в ряді охоронних районів.

## Галерея

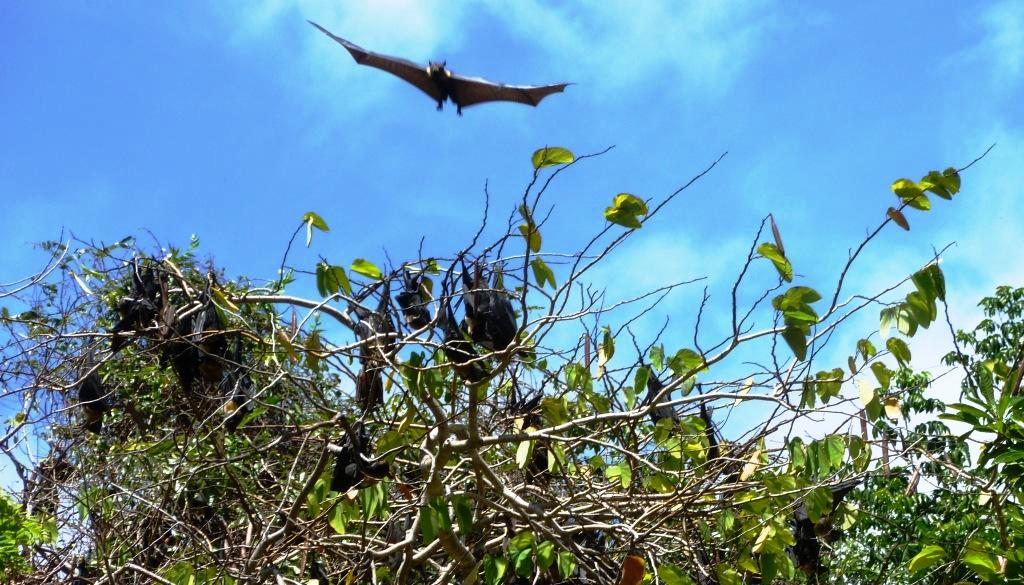
Pteropus conspicillatus у Квінсленді
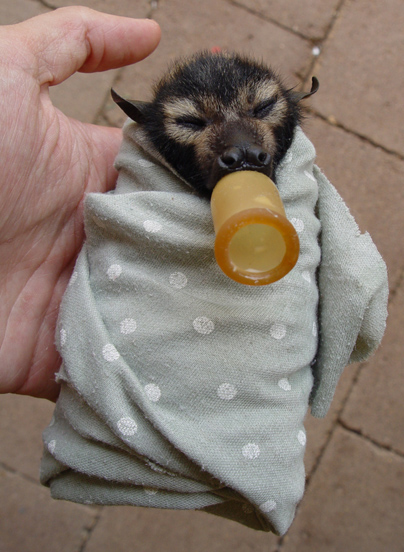
Дитя в Tolga Bat Hospital